# Cearl av Mercia
Cearl av Mercia (eller Ceorl) var kung av Mercia under det tidiga 600-talet till omkring år 626. 
Han är den förste av Mercia kungar som nämns av Beda i dennes Historia ecclesiastica gentis Anglorum. Cearls ursprung är oklart. 1100-talshistorikern Henry av Huntingdon placerar honom som efterträdare till Pybba och säger att han inte var dennes son utan en släkting. 